# Tiếng Ả Rập Levant
Tiếng Ả Rập Levant (tiếng Ả Rập: اللَّهْجَةُ الشَّامِيَّة, ʾal-lahǧatu š-šāmiyyah, tên tự gọi: il-lahje š-šāmiyye) là một phương ngữ tiếng Ả Rập và thổ ngữ chính nói tại dải bờ biển phía đông của biển Levant bao gồm một phần của Liban, Jordan, Syria, Palestine và Israel. Với nhiều phương ngữ và hơn 30 triệu người bản ngữ trên toàn thế giới, nó được coi là một trong năm phương ngữ tiếng Ả Rập chính. Trong khuôn khổ của tình trạng diglossia chung của thế giới Ả Rập, tiếng Ả Rập Levant được sử dụng để nói hàng ngày, trong khi hầu hết các tài liệu chính thức bằng văn bản và phương tiện truyền thông sử dụng tiếng Ả Rập chuẩn hiện đại.

## Phân bố địa lý
Tiếng Ả Rập Levant được nói ở dải đất màu mỡ trên bờ biển phía đông Địa Trung Hải. Về phía đông, trên sa mạc, các phương ngữ Ả Rập Tây Bắc bán đảo Ả Rập được nói bởi người Bedouin. Sự chuyển tiếp sang tiếng Ả Rập Ai Cập về phía nam qua bán đảo Negev và Sinai, nơi tiếng Ả Rập Tây Bắc bán đảo Ả Rập rồi phương ngữ của tỉnh Al Sharqia được sử dụng, đã được de Jong mô tả vào năm 1999. Về hướng này, thành phố Arish của Ai Cập là nơi cuối cùng biểu hiện các đặc điểm (tiếng Ả Rập) Levant đích thực. Tương tự, khu vực el-Karak nói tiếng Ả Rập Hijazi. Ở phía Bắc, giới hạn giữa tiếng Ả Rập vùng Lưỡng Hà Gilit bắt đầu từ biên giới Thổ Nhĩ Kỳ gần el-Rāʿi, Sabkhat al-Jabbul là giới hạn phía đông bắc của tiếng Ả Rập Levant (bao gồm phía nam Al-Qaryatayn Damascus và Hauran).
Tiếng Levant Bắc bắt nguồn từ phía bắc ở Thổ Nhĩ Kỳ, đặc biệt là ở các vùng ven biển của các tỉnh Adana, Hatay và Mersin, đến Liban, đi qua vùng ven biển Địa Trung Hải của Syria (Al Ladhiqiyah và Tartus) cũng như các khu vực Aleppo và Damascus.
Tiếng Levant Nam được nói ở Palestine, cũng như ở khu vực phía tây của Jordan (ở Ajlun, Al Balqa', Al Karak, Al Mafraq, 'Amman, Irbid, Jarash, và Madaba). Thứ tiếng này cũng được sử dụng ở quận HaZafon và quận Trung của Israel, miền nam Liban và có khoảng nửa triệu người nói ở Các Tiểu vương quốc Ả Rập Thống nhất.

## Lịch sử
Mặc dù các cộng đồng nhỏ người nói tiếng Ả Rập đã có mặt trước cuộc chinh phục của người Hồi giáo ở Levant, nhưng người ta chấp nhận rằng trong thời kỳ La Mã và Byzantine, các phương ngữ Aram chịu ảnh hưởng tiếng Hy Lạp là ngôn ngữ nói chủ yếu của Palestine. Sự thay đổi ngôn ngữ từ tiếng Aram sang tiếng Ả Rập (cả hai đều là ngôn ngữ Semit) bắt đầu từ thế kỷ thứ 7 sau các cuộc chinh phạt, không phải là sự chuyển đổi đột ngột từ ngôn ngữ này sang ngôn ngữ khác, mà là một quá trình dài qua nhiều thế hệ, có khả năng có thời kì song ngữ kéo dài. Một số cộng đồng, chẳng hạn như người Samari, đã giữ lại tiếng Aram trong thời kỳ Hồi giáo; và một vài ngôi làng nhỏ nói tiếng Aram vẫn tồn tại cho đến Nội chiến Syria gần đây.